# Боумен, Гарри
Гарри Джозеф «Тако» Боумен (англ. Harry Joseph «Taco» Bowman; 17 июля 1949, Мэрисвилл, округ Сент-Клэр, Мичиган, США — 3 марта 2019, Батнер, округ Гранвилл, Северная Каролина, США) — американский аутлав-байкер и гангстер, с 1970 года глава детройтского отделения интернационального мотоклуба «Outlaws MC», а в 1984—1999 годах всего клуба.
С 1984 по 1999 год занимал пост международного президента Outlaws MC. Во время его пребывания на посту президента у клуба были отделения более чем в 30 городах США и около 20 отделений в по меньшей мере четырёх других странах. Считающийся одним из самых известных лидеров байкерских банд в истории США, Боумен обострил войну между байкерскими клубами Outlaws и Hells Angels в 1990-х годах. В 1998 году он стал 453-м человеком, внесённым в список десяти наиболее разыскиваемых ФБР беглецов после того, как в августе 1997 года ему были заочно предъявлены обвинения в рэкете, трёх убийстве, разбойных нападениях, участии в преступной организации, причастности к вымогательству, незаконному обороту наркотиков и прочем. За его поимку была назначена награда в 50 000 долларов.
Боумен скрывался полтора года пока не был задержан ФБР недалеко от Детройта в июне 1999 года. В 2001 году Боумен был осуждён в Тампе (штат Флорида) за убийства членов конкурирующих банд, взрывы зажигательных бомб, рэкет, заговор и различные преступления, связанные с наркотиками и огнестрельным оружием. «Тако» был приговорён к двум пожизненным срокам лишения свободы плюс 83 года.

## Биография

### Ранние годы
Родился в Мэрисвилле (штат Мичиган) летом 1949 года. Один из пяти детей Джеральдин (урождённая Крамп; 1922–2012) и Хайрама Джозефа Боумена (умер в 1970 году). Его мать работала бухгалтером в одном из правительственных учреждений. Боумен вырос в городке Сент-Клер (Мичиган) и окончил католическую школу Порт-Гурона. Один из одноклассников запомнил его как «довольно дружелюбного». Прозвище «Тако» Боумен получил из-за смуглого цвета лица и сходства с человеком латиноамериканского происхождения.

### Байкер Outlaws MC
В 1970 году Боумен стал президентом детройтского отделения Outlaws Motorcycle Club. Пользуясь поддержкой национального президента Outlaws Гарольда Хендерсона, он также возглавил клубы Северного региона, а в конце 1970-х годов стал национальным вице-президентом. К тому времени Outlaws MC стали одной из крупнейших байкерских банд Соединённых Штатов и были вовлечены в различные незаконные действия, хотя их члены вели также и законный бизнес. Под руководством Боумена Detroit Outlaws MC были ведущей из примерно 35 байкерских банд в городе, специализирующихся на торговле наркотиками, сутенёрстве, вымогательстве, азартных играх, убийствах и запугивании. При нём были налажены связи с местной мафией и Детройтское партнёрство стало привлекать клуб для совершения преступлений, а Франческо «Фрэнки Бомба» Боммарито выступал в качестве эмиссара мафии в байкерской среде на юго-востоке Мичигана.
В июне 1975 года был заключён союз между Outlaws MC и Satan's Choice из Канады. По условиям соглашения Outlaws MC продавали в США PCP и метамфетамин, производимые членами Satan's Choice в северном Онтарио. Ещё одним преимуществом альянса была «программа обмена беглецами», в рамках которой члены Outlaws MC, спасающиеся от американских правоохранительных органов, получали убежище у Satan's Choice в Канаде, а канадские байкеры могли укрыться у Outlaws MC в США. Сам Боумен некоторое время скрывался в Китченере у главы отделения Satan's Choice в Онтарио. Боумен сыграл важную роль в превращении Outlaws MC в международный клуб. Он сблизился с Гарнет Макьюэн, президентом отделения Satan's Choice в Сент-Катаринс, которая выступала за «янкиизацию» клуба. Члены Detroit Outlaws MC были приглашены Макьюэн для запугивания участников собрания клуба в Кристал-Бич (Онтарио) в июле 1977 года, на котором восемь из тринадцати отделений Satan's Choice решили присоединиться к Outlaws.
По словам Филипа Райха из полиции Детройта, который впервые столкнулся с Боуменом в 1980 году: «В то время он жил в клубе Outlaws MC [в восточной части Детройта], но тусовался в топлесс-баре под названием Please Station, маленькой дыре на Седьмой миле, к западу от Ван Дайка. Тако часто ходил туда; в те дни многие байкеры были агентами стриптизёрш». Райх охарактеризовал Боумена как «очень интересного, яркого парня» и сказал о нём: «Не могу сказать, что восхищался тем, чем он зарабатывал на жизнь, но я восхищался его лидерскими способностями». Помимо нелегальных предприятий, Боумен и Detroit Outlaws MC также управляли мастерской по ремонту мотоциклов и магазином футболок на Восточном рынке.
3 марта 1982 года Боумен предположительно убил Артура Аллена Винсента, члена Dayton Outlaws MC на испытательном сроке. Разложившееся тело Винсента было обнаружено в лесистой местности на Олд Томока-роуд в Ормонд-Бич (Флорида). Вскрытие показало, что смерть наступила в результате убийства. Убийство осталось нераскрытым.

### Международный президент
Боумен сменил Гарри Хендерсона на посту международного президента Outlaws MC после того, как тот ушёл в отставку из-за продолжающихся юридических проблем. Главой клуба он стал в феврале 1984 года на саммите в Джолиете (Иллинойс). Первым делом Боумен перевёл международную штаб-квартиру Outlaws MC из Чикаго в Детройт и вёл свою президентскую деятельность из укреплённого здания Детройтского отделения клуба на Уоррен-авеню, курируя различные вопросы, от определения политики в отношении соперничающих байкерских банд до наблюдения за действиями членов кулба. После своего восхождения на пост президента Outlaws MC Боумен переехал в богатый пригород Детройта, в Гросс-Пойнт-Фармс, где жил с женой и тремя детьми, записав своих дочерей, Келли, Кристин и Кортни, в дорогие местные частные школы. Избегая стереотипного образа длинноволосого бородатого байкера в коже, он, как правило, был чисто выбрит, аккуратно причёсывал волосы и носил дорогие костюмы. Боумен ездил на изготовленном по заказу бронированном Cadillac, и обычно его сопровождал по крайней мере один вооружённый телохранитель. Агент ФБР Билл Рэндалл рассказывал, что Боумен «пошёл против течения и держался одной ногой в мире обычных людей, а другой — в мире байкеров, в то время как большинство этих парней хотят, насколько это возможно, держаться как можно дальше от гаража на две машины и штакетника» К началу 1990-х Боумен попеременно жил то в Мичигане, то во Флориде. Помимо жены и любовницы в Детройте, у него также были подруги по всей стране.
Боумен заработал репутацию грозного, безжалостного и изобретательного, но осторожного криминального авторитета. Правоохранительные органы охарактеризовали его как первого «бизнесмена-босса-байкера» и приписали ему новаторскую попытку заняться чем-то большим, чем традиционные для байкерских банд занятий, таких как бары, стриптиз-клубы и тату-салоны. Одним из ключевых его решений было расширить деятельность клуба за счёт азартных игр, ростовщичества и вымогательства. Боумен наладил связи с итальянскими и восточноевропейскими преступными группировками, а также с влиятельными членами общества, включая филантропов, политиков, судей и полицейских. Он также создал сложную контрразведывательную сеть, заставив членов Outlaws MC собирать подробную информацию о действиях правоохранительных органов против клуба, а также присутствовать на судебных процессах для сбора информации о свидетелях против Outlaws MC. Во время пребывания Боумена на посту президента Outlaws MC в десятках отделений клуба по всему миру состояло более 1500 человек. Харизматичный лидер, проявлявший искреннюю привязанность к своим товарищам по клубу, Боумен вызывал искреннюю преданность своих подчиненных, что мешало полиции находить информаторов внутри его ближайшего окружения. Во время собраний клуба он обычно надевал чёрный плащ в полный рост, вышитый свастикой. Боумен был склонен к психотическим вспышкам, перепадам настроения и паранойе, а также употреблял наркотики. По словам своего телохранителя Кристофера «Слэшера» Майале, Боумен «мог бодрствовать целыми днями».
В начале своего президентства в 1984 году Боумен приказал убить бывшего члена Chicago Outlaws после того, как решил, что бывший байкер раскроет местонахождение беглого члена клуба. Казнь он поручио поручил вице-президенту отделения в Толидо (Огайо) Уэйну «Джо Блэку» Хиксу. Хикс не смог выполнить задание, не найдя байкера, но его самоотверженность произвела впечатление на Боумена, который впоследствии перевёл Хикса в отделение Форт-Лодердейла, чтобы усилить позиции клуба в Южной Флориде. Члены местного отделения клуба саботировали приказы из Детройта, присваивали себе прибыль и погрязли в наркомании. Под руководством Хикса отделение в Форт-Лодердейле вернуло себе статус самого сильного отделения Outlaws MC после Детройта и Чикаго. Хикс был правой рукой Боумена на протяжении большей части его президентства.
В 1989 году Боумен заключил союз с боссом детройтской мафии Джеком Токко. Outlaws MC и Детройтское партнёрство вместе занимались ростовщичеством, азартными играми и наркоторговлей, а также вместе управляли рядом байкерских баров в Детройте.
После того, как Уэйн Хикс стал региональным президентом Outlaws MC во Флориде в 1990 году, он сообщил Боумену, что член клуба Алан «Гризер» Вулф дал показания перед большим жюри. Боумен приказал Хиксу «позаботиться» о ситуации; Вулф был избит и исключён из клуба. Вскоре после этого возник конфликт между Outlaws MC и флоридским клубом Warlocks, которые начали продавать наркотики во Флориде от имени Hell’s Angels. Узнав, что отделение Warlocks в Эджуотере (Флорида) возглавляет бывший член Outlaws MC Рэймонд «Медведь» Чаффин, Боумен приказал Хиксу убить его. Хикс, в свою очередь, поручил совершить убийство президенту отделения в Форт-Лодердейле Хьюстону Мерфи и Алексу Анкериху, которых хотел вступить в клуб. Собрав информацию о своей цели, Анкерих и Мерфи отправились в Эджуотер 21 февраля 1991 года, и Анкерих четыре раза выстрелил Чаффину в затылок из пистолета 22-го калибра с глушителем, когда тот занимался мотоциклом в своём гараже Тело Чаффина было обнаружено его 12-летней дочерью, когда она вернулась домой из школы.
В 1991 году у Боумена и Outlaws MC произошёл конфликт с Детройтским партнёрством после того, как байкеры начали вымогать деньги у ливанских рэкетиров, которые организовывали азартные игры в кости и платили мафии за защиту. Когда ливанцы решили платить Outlaws MC, мафиози Джек «Малыш Джеки» Джакалоне в ответ поручил Полу «Большому Поли» Коррадо и Нове Токко убить Боумена. Исполнители засомневались в приказе Джакалоне и Нове Токко обратился за советом к другим мафиози, включая своего отца Пола, брата Джо и дядю Энтони «Тони Зед» Дзерилли, младшего босса детройтской мафии. Они не знали, что ФБР смогло записать как 23 апреля 1991 года Нове Токко и Коррадо обсуждают убийство «Тако». Убедив Боумена, что его не заманивают в ловушку, федеральные агенты встретились с ним на стоянке в восточной части Детройта, чтобы предупредить об угрозе его жизни. Согласно показаниям Нове Токко, который после того, как федеральный суд признал его виновным в рэкете пошёл на сделку со следствием и стал свидетелем, Джек Токко помешал ему и Коррадо совершить убийство Боумена. В конечном итоге Боумен отказался брать дань с ливанцев и контракт на его жизнь был расторгнут после того, как Фрэнк Боммарито устроил Боумену встречу с Энтони «Тони Джек» Джакалоне, стрит-боссом детройтской мафии и дядей Джека Джакалоне. Мафия, в свою очередь, согласилась увеличить долю пOutlaws MC от совместных операций по продаже наркотиков и кабальному кредитованию.
Во время Байкерской недели в Дейтона-Бич (Флорида) в марте 1992 года Боумен руководил похищением и избиением Ирвина «Гитлера» Ниссена, члена клуба, который днём ранее подрался в баре с президентом Atlanta Outlaws Джеймсом «Лосем» Макклином. Боуменом вместе с Хьюстоном Мерфи, Деннисом «Псом» Холлом и Кристофером Майале доставлили Ниссена в номер Боумена в мотеле, где избили его, угрожали ножом и предупредили, что убьют, если он когда-либо снова ударит функционера Outlaws MC. Затем Мерфи столкнул Ниссена с балкона треьего этажа, в результате чего тот получил серьёзные травмы. В 1993 году член клуба из Флориды Кевин «Турбо» Тэлли находясь в Онтарио (Канада) был арестован и признал по требованию канадских официальных лиц, что Outlaws MC являются преступной организацией, после чего был депортирован в Массачусетс. Боумен узнав о признании Тэлли приказал Хиксу, чтобы тот явился в Детройт. Тэлли пять дней продержали в изолированной комнате в здании Детройтского отделения, избили и изнасиловали, после чего Хикс отправил его обратно во Флориду, решив исключить из клуба. Полагая, что его жизнь в опасности, Тэлли сам отказался от членства в Outlaws MC.

### Война против Hells Angels
Давнее соперничество Outlaws MC с Hells Angels усилилось из-за вражды Боумена с лидером «ангелов» Сонни Баргером. Полицейский из Детройта Филип Райх описал конфликт как «продолжающийся спор из-за того, у кого клуб лучше», сказав: «Это было похоже на Хэтфилдов и Маккоев. Они ненавидели друг друга». Пытаясь подавить растущую напряжённость между клубами, Боумен дважды устраивал во Флориде мирные переговоры с Джорджем Кристи, лидером южнокалифорнийской фракции Hells Angels, сначала в декабре 1992 года, а затем в мае 1993 года. По словам Кристи, он и Боумен уже работали над мирным договором, когда лидер Outlaws MC отказался от продолжение переговоров. Кристи полагал, что Боумена убедил отказаться от перемирия с Hells Angels один из его лейтенантов, Кевин «Спайк» О'Нил, который думал, что согласие на мир выставит Outlaws MC слабыми. 31 декабря 1993 года Боумен, выступая перед членами клуба на вечеринке в канун Нового года в гостиничном номере Форт-Лодердейла, объявив, что Outlaws MC в наступающем году по всей стране активизирует боевые действия против «ангелов» и их сторонников. Также он, якобы назначил вознаграждение в размере 100 000 долларов за жизни Баргера и Кристи. Речь Боумена прозвучала ровно через двадцать лет после начала войны между Outlaws MC и Hells Angels, первым актом которой стало убийство во Флориде трёх «ангелов» в отместку за избиение члена Outlaws MC на новогодней вечеринке в Нью-Йорке 31 декабря 1973 года. Решение было воспринято большинством положительно и в 1994 году Outlaws MC совершили большое количество нападений на соперничающие банды.
26 июня 1994 года группа членов Outlaws MC приняли участие в моторалли Summer Madness в штате Индиана. За ночь до мероприятия Боумен встретился с лидерами Outlaws MC, в том числе с Рэнди «Безумным» Ягером, президентом отделения в Гэри (Индиана), и отдал приказ атаковать членов байкерской банды Invaders, которые, как подозревал Боумен, были связаны с Hells Angels. Для проведения атаки было решено использовать бронированный фургон, автомобиль, модифицированный стальной обшивкой и несколькими портами для оружия, а также оснащённый огнестрельным оружием. Беспокоясь о безопасности своего бойфренда, девушка одного из членов Outlaws MC предупредила полицию Гэри о готовящемся насилии, а полиция, в свою очередь, предупредила байкеров из Invaders, чтобы они не посещали мероприятие. Моторалли прошло без происшествий, так как «захватчики» не появились на гоночной трассе. Уже после мероприятия полиция остановила бронированный фургон, захватив оружие, боеприпасы и дымовые шашки, а также арестовав шестерых членов Outlaws MC из Милуоки. Узнав, что они стали мишенью Outlaws MC, Invaders распались, некоторые из них присоединились к Hells Angels, а остальные ушли из преступной деятельности.
Так как Боумен настаивал на том, чтобы изгнать Warlocks из Флориды, Уэйн Хикс попросил Стивена Лемуньона из Outlaws Daytona уничтожить их клуб в Орландо. 18 октября 1994 года Лемуньон, Стив «Стево» Хилтон и Луи Машер взорвали штаб-квартиру Warlocks в Орландо, сровняв здание с землёй. Ещё один заговор Лемуньона, Мушера, Хилтона и Роберта «Брода» Гюнтера с целью взорвать клуб Warlocks в округе Бревард был сорван ФБР. 27 февраля 1995 года федеральные агенты провели обыск в штаб-квартире Outlaws MC в Дайтоне и арестовали шестнадцать членов клуба по обвинению в рэкете, заговоре и поджоге. Также был проведён обыск в доме Лемуньона, во время которого была изъята бомба, сконструированная им самим и идентичная использованной в Орландо.
Во время визита в Иллинойс весной 1994 года Боумен пожаловался президенту Chicago Outlaws Питеру Роджерсу на присутствие в этом районе банды байкеров Hell's Henchmen. Первоначально небольшая группа, состоящая примерно из двадцати членов, сосуществовали с Outlaws MC без насилия, поскольку не проявляла амбиций к расширению. Однако принудительное присоединение банды Devil's Ushers из Вест-Сайда Чикаго позволило «приспешникам» основать отделения в Чикаго, Калумент-Сити и Рокфорде, а также в Саут-Бенде (Индиана), что вызвало беспокойство у Боумена. Когда Outlaws MC попытались принудить Hell's Henchmen «исправиться», те решились на союз с «ангелами». В конце 1993 или начале 1994 года лидеры Outlaws MC заподозрили, что Hells Angels пытаются закрепиться в районе Чикаго, используя для этого «приспешников». Однако Роджерс не решался принимать меры против Hell's Henchmen, опасаясь, что привлечь внимание федеральных властей, поэтому Боумен поручил Уэйну Хиксу, Хьюстону Мерфи и члену отделения Буффало (Нью-Йорк) Уолтеру «Быку Уолли» Посняку наблюдать за штаб-квартирой «Адских приспешников» в Чикаго. В сентябре 1994 года Боумен поручил Рэнди Ягеру и чикагскому байкеру Карлу «Джею» Варнеке взорвать клуб Hell's Henchmen. В начале ноября «Адские приспешники» заключили союз с «Ангелами Ада». В 18:00 7 ноября 1994 года президент отделения в Висконсине Кевин О'Нил и глава Gary Outlaws Рэймонд «Шемп» Морган-младший взорвали заминированный автомобиль Ford Taurus 1989 года выпуска возле клуба Hells Angels на Гранд-авеню. О жертвах не сообщалось, хотя была повреждена стальная дверь и выбиты окна в ряде зданий и припаркованных в этом районе автомобилях. Теракт стал третьим по силе взрывом автомобиля в истории Соединённых Штатов, уступив только теракту во Всемирном торговом центре в 1993 году и взрыву в Оклахома-Сити в 1995 году. В 20:00 16 декабря 1994 года здание клуба было подожжено и впоследствии выставлено на продажу. Сообщается, что байкеры из Outlaws MC отпраздновали это, посетив место где раньше стоял вражеский клуб и показывая ему средний палец.
25 сентября 1994 года Уолли Посняк, президент «Северо-восточного» региона Outlaws MC, и «Безумный Майк» Куэйл, бывший президент отделения Hells Angels в Рочестере, были убиты во время драки на гоночной трассе в Ланкастере, штат Нью-Йорк. В декабре 1994 года в Орландо примерно пятнадцать членов флоридского отделения мотоклуба Fifth Chapter, объединяющего людей с проблемами из-за злоупотребления психоактивных веществ и поддерживающего хорошие отношения со всеми клубами, были сильно избиты по приказу Боумена, решившего что члены клуба проявили неуважение к Outlaws MC.
От коррумпированного полицейского Боумен узнал, что Дональд «Большой Дон» Фогг из Gary Outlaws является полицейским осведомителем. На собрании в Чикаго в конце 1994 года он объявил, что Фогг будет убит, а его смерть будет замаскирована под убийство конкурентами. Фогг был казнён тремя выстрелами в затылок 28 января 1995 года, а его тело было найдено в пикапе на пустыре возле клуба Outlaws MC на восточной стороне Гэри. На похоронах Фогга распространился слух, что он был застрелен полицейским, якобы интересующимся девушкой байкера, но байкеры из Outlaws MC не проявили интереса к мести.
На очередной встрече региональных президентов Outlaws MC Боумен раскритиковал одного из них, «Безумного Майка» Маркхэма, за то, что тот не борется против Hells Angels на своей территории. Маркхэм не хотел выступать против «ангелов», поскольку два клуба мирно сосуществовали в его регионе. По предложению одного из своих подчинённых, Гарольда Брюингтона, Маркхэм вместо этого посоветовал атаковать «Ангелов Ада» в их родном штате Калифорния. 31 декабря 1994 года Боумен провел в Детройте встреча лидеров Outlaws MC. По-видимому, следуя совету Маркхэма, он объявил, что клуб начинает войну против Hells Angels на Западном побережье. Брюингтон и Хьюстон Мерфи были выбраны для поездки в Калифорнию и наблюдения за Сонни Баргером и Джорджем Кристи. Однако Мерфи чувствовал себя некомфортно с Брюингтоном и в начале 1995 года в одиночку отправился в Калифорнию, где в Вентуре обнаружил резиденцию Кристи. Боумен отправил целую команду во главе с Хиксом в Лос-Анджелес, чтобы уточнить выводы Мерфи. Трое из них были арестованы в Вентуре после того, как федеральные агенты узнали благодаря прослушке подробности заговора против Кристи. Хотя Outlaws MC не удалось убить Кристи или Баргера, ряд предприятий, принадлежащих Hell’s Angels, в южной Калифорнии подверглись атакам. По данным Чикагской комиссии по расследованию преступлений, конфликт между Outlaws MC и Hells Angels в 1996 году закончился перемирием. «Ангелы» отказались от попыток основать отделение в Чикаго, вместо этого основав клуб в Харви (округ Кук, Иллинойс).

### В розыске ФБР
14 ноября 1996 года по обвинению в рэкете были арестованы десять членов Outlaws MC, в том числе Уэйн Хикс и Хьюстон Мерфи. Аресты стали кульминацией операции Silverpeak, шестилетнего расследования Управления по борьбе с наркотиками (DEA) убийств, грабежей, взрывов, незаконных сделок с наркотиками, вымогательства и запугивания свидетелей, осуществлённых байкерами во Флориде. Столкнувшись с возможностью пожизненного заключения, Хикс и Мерфи дали показания против других членов Outlaws MC, включая Боумена. По словам эксперта по байкерским бандам лейтенанта Терри Каца из полиции штата Мэриленд, Хикс стал «самым высокопоставленным преступником в своей национальной организации, сотрудничающим» с федеральной прокуратурой. Кац описал значение сотрудничества Хикса так: «В мире байкерских банд это похоже на то, как Сэмми «Бык» Гравано рассказывает всё, что он знает о Джоне Готти».
Боумену было предъявлено обвинение по десяти пунктам: четыре из них касались нарушений Закона RICO; четверо за незаконный оборот наркотиков; одно за взрывы; и ещё одно, за незаконное хранение огнестрельного оружия, было выдвинуто прокуратурой США по Среднему округу Флориды в 1997 году. В августе 1997 года агенты ФБР совершили налёт на резиденцию Боумена в Гросс-Пойнт-Фармс, но не смогли предъявить ему обвинение, которое было официально выпущено федеральным большим жюри в Тампе почти две недели спустя. Боумен скрывался от правосудия восемнадцать месяцев, перемещаясь между несколькими убежищами по всей стране с помощью членов Outlaws MC, а также своих контактов в детройтской мафии. Во время пребывания в бегах Боумена замещал на посту международного президента Outlaws MC Джеймс «Большой Фрэнк» Уилер из отделения клуба в Индианаполисе. 14 марта 1998 года Боумен был включён в список десяти наиболее разыскиваемых ФБР беглецов, а федеральные власти предложили вознаграждение в размере 50 000 долларов за информацию, ведущую к его аресту. Хотя его слава в байкерских кругах соперничала со славой Сонни Баргера, Боумен вёл себя сдержанно среди широкой публики во время своей преступной карьеры до того, как его включили в список самых разыскиваемых беглецов. ФБР сообщило псевдонимы Боумена: Гарри Боумен; Дэвид Боумен; Гарри Дж. Боумен; Гарри Джо Боумен; Дэвид Чарльз Доуман; Гарри Доуман; Гарри Тайри; «Тако» и «Т». Он был описан как ростом 177,8 см и весом 86 кг, с несколькими татуировками, отражающими его связь с Outlaws MC, например, одна на спине и верхней части правой руки в виде черепа и скрещённые костей со словом Outlaws чёрного цвета вверху и словом Detroit черным цветом внизу. У него также была татуировка со свастикой на правом предплечье и Merlin the Magician на левом предплечье. ФБР подозревало, что Боумен, возможно, пересёк границу с Канадой, и предупредило местные полицейские органы, что его может укрывать любое из 50 отделений Outlaws MC в пяти странах. В поисках Боумена федеральные агенты безуспешно проверяли клубы Outlaws MC в Сент-Питерсберге, Тампе и других городах Флориды.
Весной 1999 года Боумен был остановлен полицией штата Невада за превышение скорости недалеко от Лас-Вегаса. Путешествуя в компании молодой блондинки в кабриолете Mercedes-Benz, он был отпущен полицией после предъявления фальшивого удостоверения личности. Когда личность Боумена была раскрыта, кадры записанные видеорегистратором полиции, были отправлены в ФБР. Затем федеральные агенты показали любовнице Боумена в Детройте кадр с изображением «Тако» и его спутницы. Разъяренная тем, что он был с другой женщиной, она предупредила ФБР, что Боумен вернётся в Детройт на следующей неделе, чтобы передать приказы своему подчинённому лично, поскольку он старался избегать использования телефонов, и раскрыла место его предстоящей встречи. 7 июня 1999 года примерно в 21:15 Боумен на заднем дворе дома на Григгс Драйв в пригороде Детройта Стерлинг-Хайтс общался с высокопоставленными членами Outlaws MC когда около 40 агентов ФБР, членов группы спецназа и полицейских Стерлинг-Хайтс окружили резиденцию. Кризисный переговорщик ФБР позвонил в дом и убедил Боумена мирно сдаться. Директор ФБР Луис Фри признал в своём заявлении, что Боумен был задержан по наводке представителя общественности. На следующий день Боумен предстал перед федеральным судом в Детройте и отказался от своего права на слушание дела в Мичигане, сказав мировому судье: «Это обвинительное заключение похоже на мусор», после чего суд решил экстрадировать его во Флориду.
Через несколько недель после ареста Боумена его заместитель Джеймс Уиллер официально был избран международным президентом клуба во время встречи администраторов Outlaw MC во Флориде. Впоследствии Уиллер перенёс международную штаб-квартиру клуба из Детройта в Тампу.

### Суд и приговор
Суд над Боуменом начался в Тампе 19 марта 2001 года. Ему были предъявлены обвинения по десяти пунктам, связанными с преступлениями, совершенными в период с 1980 по 1997 год He was represented by noted defense attorney Henry Gonzalez of Tampa.. Из-за предыдущих инцидентов, когда байкеры из Outlaws MC пытались вмешаться в судебное разбирательство, запугивая свидетелей, суд решил собрать анонимное жюри, не разглашая имена, адреса и места работы присяжных. Несмотря на возражения Боумена, личности присяжных оставались засекреченными на протяжении всего судебного процесса. Безопасность здания суда также была усилена; в зале были размещены дополнительные охранники, посетители должны были проходить через металлоискатели, а судья запретил Боумену обращаться с любыми острыми предметами, приказав использовать фломастеры. Несмотря на ожидания, никто из членов клуба не присутствовал на суде. Федеральные прокуроры Терри Ферр и Стивен Кунц утверждали, что Боуман пытался объявить Флориду и другие штаты территорией преступников и отдавал приказы об убийствах и других актах насилия против информаторов и соперничающих байкерских банд в рамках «кампании террора». Ферр заявил: «Боуман является главой всемирной организации уже 20 лет. Она существует много лет из-за кодекса молчания и кодекса мести». Пятьдесят свидетелей, в том числе бывшие участники Outlaws MC Уэйн Хикс, Хьюстон Мерфи и Кевин Тэлли, дали показания против Боумена. Большинство бывших членов Outlaws MC, давших показания в пользу обвинения, были доставлены в здание суда из тюрем, согласившись дать показания в обмен на смягчение приговора за убийство, изнасилование, торговлю наркотиками и другие преступления. Команда защиты утверждала, что Боумен был просто лидером мотоклуба и стал жертвой мошенников, совершавших преступления без его ведома. Адвокат Боумена утверждал, что на самом деле убийства и взрывы организовывали руководители местных отделений. Защита вызвала десять свидетелей, в том числе пожилую мать Боумена. Пытаясь продемонстрировать общую цель различных отделений Outlaws MC, федеральные прокуроры представили в суд изъятые копии устава клуба, содержащие положение о том, что членами могут быть только белые мужчины. Боумен возражал против демонстрации документов, утверждая, что признание политики Outlaws MC только для белых было подстрекательским и предвзятым, поскольку ему не было предъявлено обвинение в каких-либо преступлениях на расовой почве. Суд отказался отредактировать представленные копии устава.
17 апреля 2001 года, после месячного судебного разбирательства, Боумен был признан виновным по восьми пунктам обвинения — четырём пунктам обвинения в нарушении закона RICO посредством тринадцати преступных актов, включая убийства Рэймонда Чаффина и Дона Фогга, похищения Ирвина Ниссена и Кевина Тэлли, взрывов клубов Warlocks и Hell's Henchmen, нападение на членов Fifth Chapter и заговор с целью убийства членов соперничающих банд; три случая распространения опиума, кокаина, метамфетамина, марихуаны и валиума; и один пункт обвинения в хранении полуавтоматического пистолета 45-го калибра. По обвинению в поджоге он был оправдан.. Грэм Бринк из Tampa Bay Times писал, что Боумен «воспринял известие о том, что ему придётся провести остаток своей жизни за решёткой, с небрежным хладнокровием, которое он демонстрировал на протяжении всего месячного судебного разбирательства». Он стал 29-м членом Outlaws MC, осуждённым во Флориде с 1995 года. 27 июля того же 2001 года Боумен был приговорён к двум пожизненным заключениям, трём срокам по 28 лет, двум срокам по десять лет и одному сроку на три года одновременно. Кроме того, Боумена обязали выплатить 18 000 долларов вдове Чаффина. В то же время судья отклонил потенциальный штраф в размере 2 миллионов долларов. Боумен отказался от возможности сказать что-либо от своего имени до того, как ему вынесли приговор, а выслушав его просто улыбнулся и пожал руку своему адвокату.
Находясь в заключении в федеральной тюрьме округе Самтер в центральной Флориде, Боуман обжаловал приговоры, утверждая, что окружной суд допустил ошибку, отказавшись раскрыть имена присяжных и отказавшись отредактировать устав Outlaws MC о членстве только для белых. Он также оспаривал достаточность доказательств. Пытаясь добиться пересмотра приговоров Боуман связался с Джорджем Кристи и попросил его разрешения нанять дочь Кристи в качестве своего поверенного, на что Кристи согласился. 20 августа 2002 года Апелляционный суд одиннадцатого округа США оставил в силе приговор Боумена.

## Последствия
Детектив полиции Дейтона-Бич Микки Пауэрс предположил, что влияние Боумена на Outlaws MC закончилось с его заключением в тюрьму. Агент ФБР Тим Донован, участвовавший в расследовании дела Боумена, предположил, что клуб будет продолжать действовать как жизнеспособное преступное предприятие, несмотря на осуждение своего лидера. Хотя Outlaws MC продолжили свою деятельность, в том числе и преступную, клуб был ослаблен отсутствием Боумена, особенно в его родном городе Детройте, где большая часть местного отделения фактически развалилось в конце 1990-х годов. В связи с этим центр власти внутри Outlaws MC переместился обратно в Чикаго, где некогда и был создан клуб. Джеймс Уилер, сменивший Боумена на посту международного президента Outlaws MC, был описан криминальным репортёром Скоттом Бернштейном как «значительно менее успешный лидер». Лерой Фрейзер, бывший президент отделения в Бэй-Сити (Мичиган), смог заполнить вакуум власти в Мичигане, созданный арестом Боумена, но потери были слишком велики. В начале XXI века Highwaymen MC обогнали Outlaws, став самой большой и сильной байкерской бандой в районе Детройта, а связи с Детройтским партнёрством ослабли, после того как Фрэнк Боммарито, который служил связным мафии с клубом и помогал Боумену скрываться, когда тот был в бегах — был понижен в должности новым боссом Джеком Джакалоне. Дэвид «Дэйви Пончик» Ацето, сменивший Боммарито, как сообщается, в отличие от предшественника не имел связей с байкерами.

## Смерть
Скончался от рака 3 марта 2019 года в возрасте 69 лет в Федеральном медицинском центре в Батнере (округ Гранвилл, Северная Каролина). На следующий день импровизированная поминальная служба по Боумену в бывшем здании Детройтского отделения Outlaws MC собрала около 5000 человек. Он был похоронен 16 марта 2019 года на кладбище Беар-Крик в Дейтоне (штат Огайо), где захоронены многие члены Outlaws MC. Около 2500 человек, в том числе члены Outlaws MC из десятков штатов США и разных стран, а также криминальные деятели со всей страны, посетили панихиду по Боумене в. Для проведения похорон потребовался выставочный комплекс округа Монтгомери, чтобы вместить всех желающих. На похоронах присутствовали сотрудники полиции и ФБР в штатском. Детектив полиции Колумбуса Марк Ловетт сказал об этом зрелище: «Это одно из тех событий, которые действительно случаются только один раз в нашей карьере, чтобы увидеть что-то настолько большое».